# Ludwik Mycielski (powstaniec listopadowy)
Ludwik Mycielski (ur. 2 sierpnia 1799 w Kobylempolu pod Poznaniem, zm. 25 lutego 1831 pod Olszynką Grochowską) – polski oficer, uczestnik powstania listopadowego.

## Życiorys
Był synem Stanisława (zm. 1813), pułkownika wojsk napoleońskich, oraz Anny z Mielżyńskich, bratem Józefa (zm. 1885, uczestnika powstania listopadowego, działacza ziemiańskiego w Wielkopolsce) i bratem-bliźniakiem Michała (zm. 1849, generała). Kształcił się – razem z bratem Michałem – w liceum we francuskim Metz, m.in. pod kierunkiem botanika J. F. Deleuze. W 1812 wstąpił do armii Księstwa Warszawskiego, w stopniu porucznika odbył kampanię w Rosji. Pod Słonimem trafił do niewoli, skąd uwolniła go interwencja następcy tronu szwedzkiego J. B. Bernadotte. Od lutego 1815 służył w armii Królestwa Polskiego, był m.in. adiutantem polowym generała Józefa Tolińskiego.
Ze względu na stan zdrowia odszedł z wojska we wrześniu 1817. Zajął się dobrami rodzinnymi Gorzyce i Gorzyczki pod Kościanem (Wielkie Księstwo Poznańskie). W 1826 przeniósł się do odziedziczonych po teściu Stanisławie Mielżyńskim Wydaw pod Poniecem, z których uczynił jeden z ważnych ośrodków polskich w Poznańskiem.
W grudniu 1830 wstąpił jako ochotnik do 4. pułku piechoty powstańczej. Wyróżnił się w walkach pod Wawrem (17 lutego 1831) i Grochowem (20 lutego). Poległ w obronie Olszynki Grochowskiej, jego śmierć została uczczona specjalnym rozkazem dziennym.
Z małżeństwa z Elżbietą z Mielżyńskich (zawartym 8 maja 1822) miał pięcioro dzieci: Stanisława (1823–1878), Michała, Annę, Elżbietę i Marię. Postać Ludwika Mycielskiego (i brata Michała) pojawia się w Warszawiance Wyspiańskiego.